# Kerkythea
Kerkythea es un sistema de renderizado. Sus principales características son su sencillez, facilidad y potencia. Permite el uso de diferentes métodos de renderizado (unbiased y biassed). Puede ser usado en conjunto con otros programas de modelado tridimensional 3D Studio Max, Blender, SketchUp, Wings 3D o cualquier otro que te permita exportar en los formatos .3ds u .obj (los más utilizados en el mundo del 3D).

## Historia
El desarrollo de la aplicación Kerkythea (KT) comenzó en septiembre de 2004 sin invertir mucho tiempo en la aplicación en aquella época. Lo bueno, es que empezamos con el núcleo y librerías de Phos (un antiguo motor de render), así gran parte del código estaba ya hecho y bien estructurado.
Llevó más de medio año que el programa de Kerkythea viera la luz, al final la primera versión salió en abril del 2005. Viendo que el punto flaco del motor de render era la falta de interfaz gráfico, se dio un giro al programa mejorándose aquel. La nueva versión se basó en Fox toolkit, lográndose que Kerkythea se convirtiera en una plataforma independiente en octubre del 2005.
A inicios de 2007 y coincidiendo con el lanzamiento de la nueva versión del programa, la comunidad experimentó un gran crecimiento, gracias en parte a la nueva página web y al foro. 
En la actualidad el desarrollo de Kerkythea está detenido, puesto que el desarrollador se ha centrado en la creación de Thea render, la versión de pago de Kerkythea. Aseguran que seguirán con el desarrollo de Kerkythea, pero es poco creíble, puesto que el programa en desarrollo tiene exactamente las mismas funciones que Kerkythea, salvo que es de pago. El proyecto lleva dos años completamente detenido, siendo la última versión, la 2.5.2 (Release Candidate), publicada en junio de 2011, llamada Echo Boost.

## Exportadores
Hay seis exportadores oficiales para Kerkythea en la actualidad:
- Blender
  - Blend2KT
  - Exporta al formato XML
- 3D Studio Max
  - 3dsMax2KT 3dsMax exportador
- GMax
  - GMax2KT GMax exportador
- SketchUp
  - SU2KT SketchUp exportador
  - SU2KT componentes iluminación

## Características
- Formatos 3d soportados
  - 3DS
  - OBJ
  - XML formato interno
  - SIA (Silo) (parcialmente soportado)

- Formatos de imágenes soportados
  - JPG
  - BMP
  - PNG
  - TGA
  - HDR

- Materiales soportados
  - Mate
  - Perfectas reflexiones/refraciones
  - Blurry reflexiones/refraciones
  - Translucidos (SSS)
  - Material dieléctrico
  - Material "Thin Glass" (cristales finos)
  - Material Phong
  - Material Ward Anisótropo
  - Material Anisótropo Ashikhmin
  - Material Lafortune
  - Material por capas

- Figuras geométricas soportadas
  - Superficies trianguladas
  - Esferas
  - Planos
  - Cilindros
  - Pirámides
  - Toros
  - Cubos
  - Planos infinitos

- Luces soportadas
  - Luz omnidireccional
  - Punto de luz
  - Proyector de luz
  - Punto difuso
  - Área difusa
  - Luz puntual con sombras esféricas suavizadas.
  - Luz ambiental
  - Luz solar real

- Texturas soportadas
  - Colores planos
  - Mapas de bits (Normal y HDRI)
  - Procedurales
  - Cualquier multiplicación y combinación de las anteriores.

- Características soportadas:
  - Bump Mapping
  - Normal Mapping
  - Clip Mapping
  - Bevel Mapping
  - Edge Outlining
  - Profundidad de campo
  - Niebla
  - Isotropic Volume Scattering
  - Falsas Cáusticas
  - Translucencidez de caras
  - Dispersión
  - Anti-aliasing (Texture Filtering, Edge Antialiasing)
  - renderizado de selección
  - Surface y material Instancing

- Tipo de cámaras soportadas:
  - Proyecciones planares
  - Cylindrical Pinhole
  - Spherical Pinhole

- Técnicas de renderizado soportadas:
  - Clásico Ray Tracing (trazador de rayos)
  - Path Tracing (Kajiya)
  - Bidirectional Path Tracing (Veach & Guibas)
  - Metropolis Light Transport (Kelemen, Kalos et al.)
  - Photon mapping (Jensen)
  - Diffuse Interreflection (Ward)
  - Depth Rendering
  - Mask Rendering
  - Clay Rendering

- Application Environment:
  - Visualización en tiempo real open-GL
  - Editor de materiales integrado
  - Personalización de renderizado sencilla
  - Sol/Cielo Personalización
  - Sistema de código.
  - Modo línea de comandos